# Rocknest 3 (roca de Marte)
Rocknest 3 es una roca en la superficie de Marte. Fue descubierta por el rover Curiosity en el sol 59 de su misión.

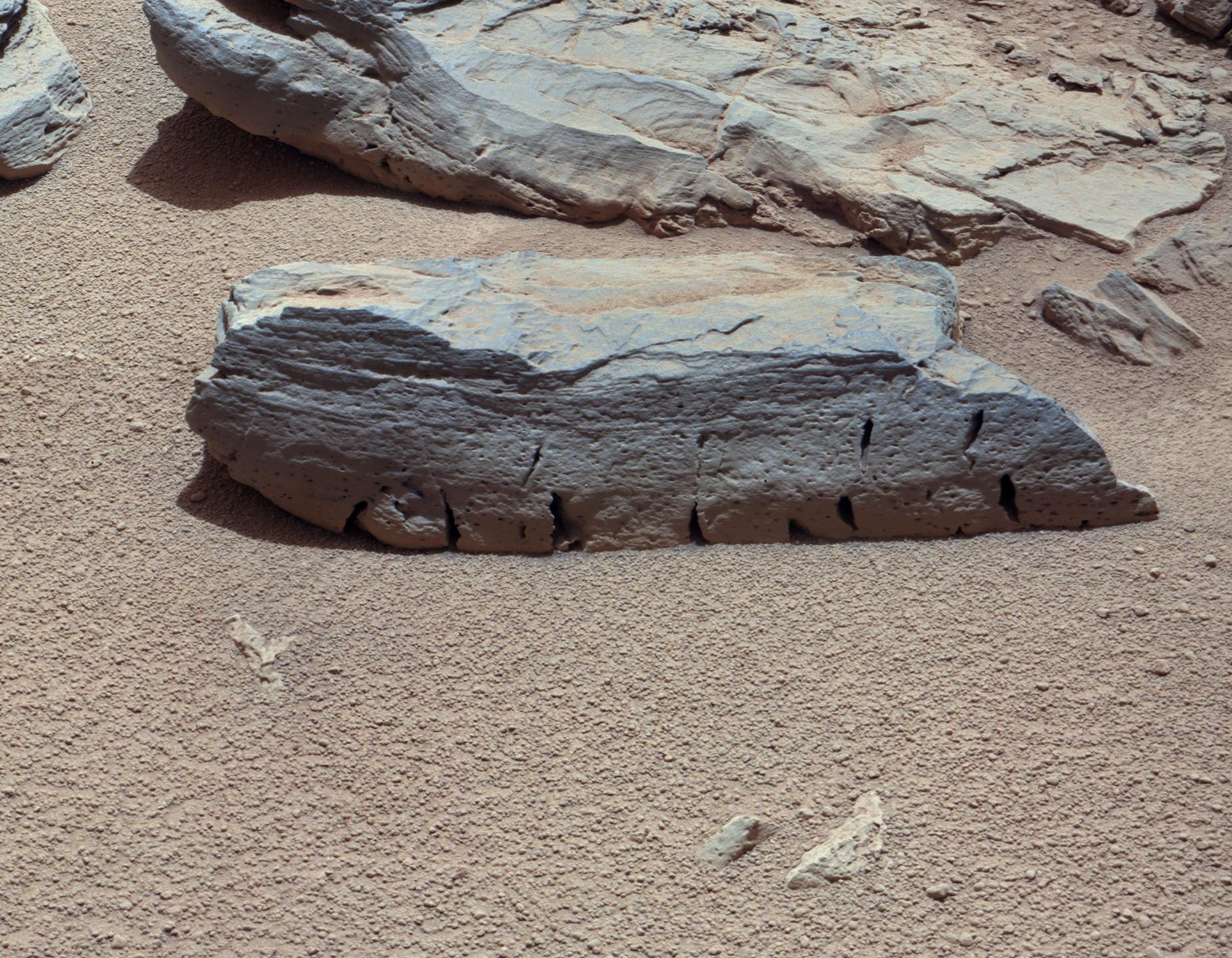
Rocknest 3

La roca tiene aproximadamente 40 centímetros de largo y 4 pulgadas 10 centímetros de alto. La roca fue encontrada en Rocknest en su camino desde Bradbury Landing hasta el mirador de Point Lake mientras viajaba hacia Glenelg Intrigue en octubre de 2012.
la roca fue objetivo de los instrumentos ChemCam y APXS en el rover.

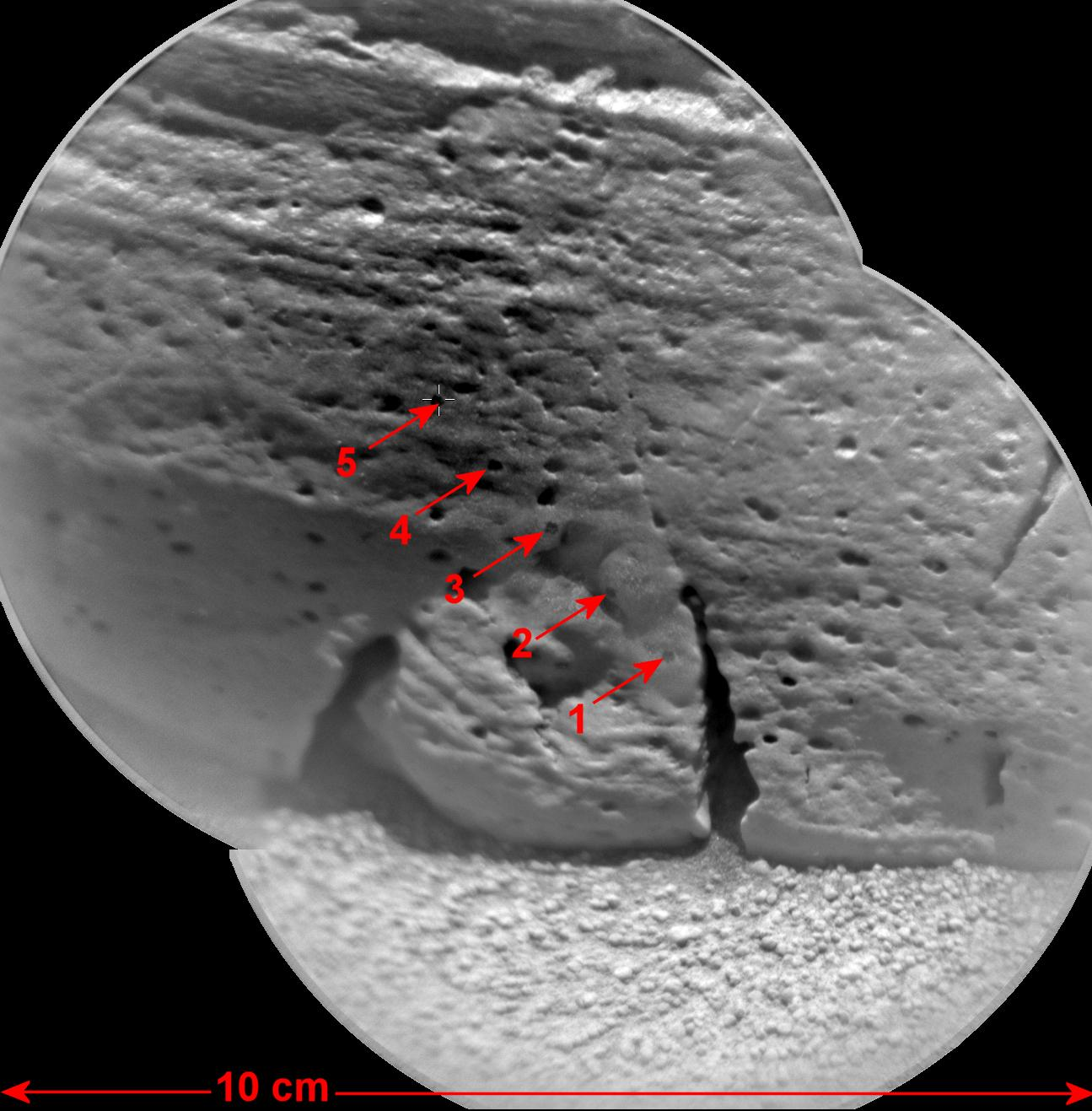
La roca fue estudiada con el instrumento ChemCam a bordo del rover.